# Couvent des Ursulines d'Ispagnac
Pour les articles homonymes, voir Couvent des Ursulines.
Le couvent des Ursulines est un couvent situé à Ispagnac, en France.

## Localisation
Le couvent est situé sur la commune d'Ispagnac, dans le département français de la Lozère.

## Historique

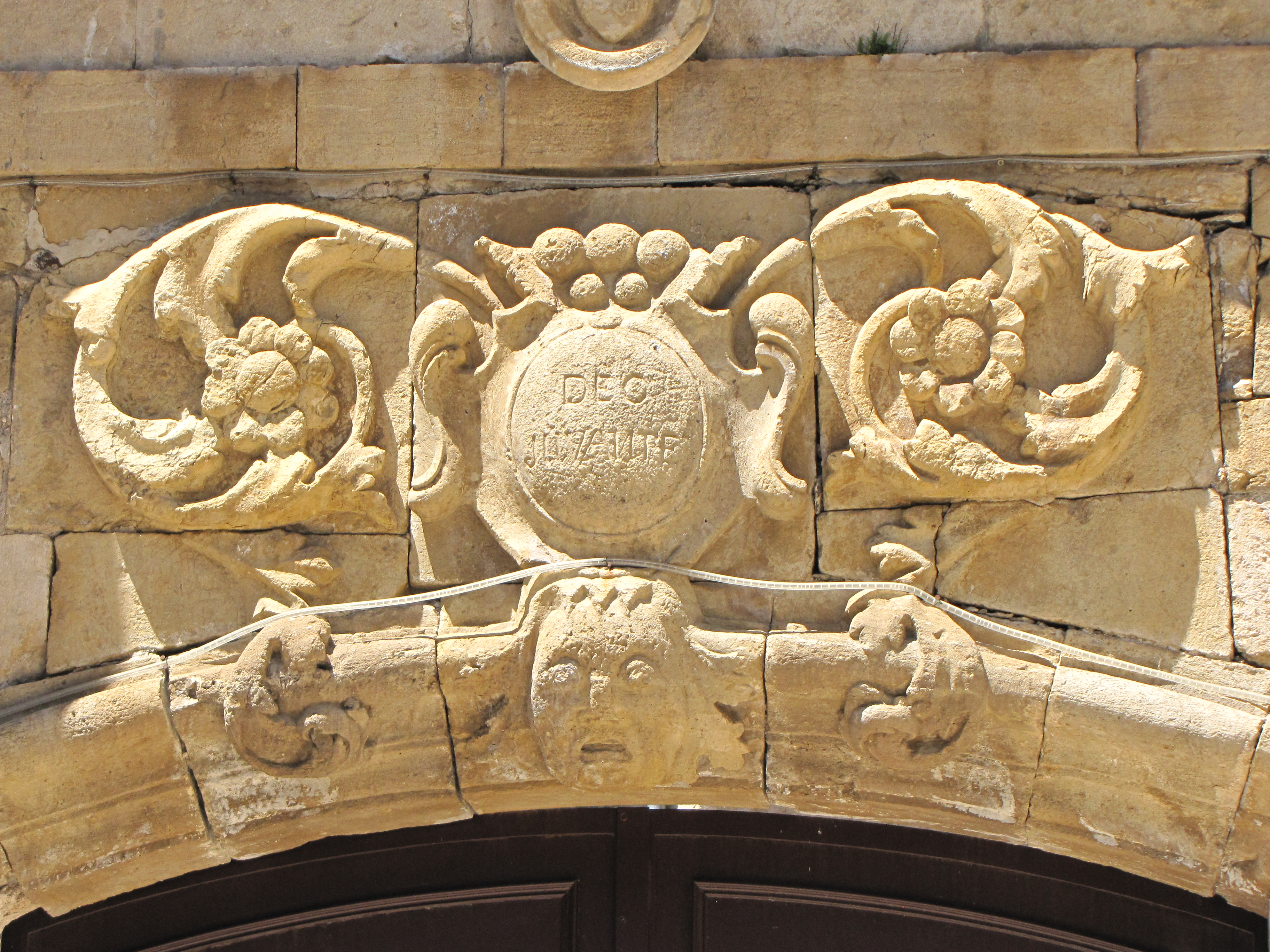
Le haut du portail sculpté, avec la devise Deo Juvante.

Ce lieu fut à l'origine le château des seigneurs d'Ispagnac, d'abord les Grégoire de Lambrandès puis les Châteauneuf-Randon. Le portail d'entrée est orné des armoiries des Châteauneuf-Randon et de leur devise, Deo juvante, c'est-à-dire « Avec l'aide de Dieu ».
Pendant la Révolution française, le château devient une hôtellerie avec relais de poste.
En  1823, le bâtiment est loué par la famille Châteauneuf-Randon aux Sœurs de la Présentation de Marie, venues s'installer à Ispagnac pour éduquer les jeunes filles. Une vingtaine d'années plus tard, en 1842, il est acquis par les sœurs Ursulines qui y poursuivent un pensionnat de jeunes filles. À présent, l'école privée d'Ispagnac est toujours établie dans le couvent, où vivent deux sœurs ursulines chargées de la cantine scolaire.
L'édifice est inscrit au titre des monuments historiques en 1950, pour son portail d'entrée et son escalier intérieur.